# Halibut (U-Boot, 1960)
Die USS Halibut (SSGN/SSN-587) war ein Atom-U-Boot, Typ SSGN, der United States Navy und stellt eine Einschiffklasse dar.

## Geschichte
1953 und 1955 rüstete die Navy bereits zwei Weltkriegs-U-Boote zum Abschuss von Marschflugkörpern aus, 1958 wurden dann die beiden als SSG geplanten Boote der Grayback-Klasse in Dienst gestellt. Als erste nuklear betriebene Marschflugkörper-Plattform wurde die Halibut 1957 auf Kiel gelegt. Bauwerft war die Mare Island Naval Shipyard. Am 9. Januar 1959 lief das Boot vom Stapel und wurde von der Ehefrau des Abgeordneten des Repräsentantenhauses Chester E. Holifield getauft. Ein Jahr später wurde Halibut in Dienst gestellt.
Am 11. März begann das Schiff seine Jungfernfahrt und schoss am 25. März die erste SSM-N-8A Regulus ab. Im Juni folgte eine kurze Werftliegezeit in Mare Island, Ende des Jahres erreichte die Halibut Pearl Harbor auf Hawaii und wurde in die reguläre Flotte übernommen. Im Rahmen eines Manövers mit Marinen der Southeast Asia Treaty Organization folgten auf der ersten Fahrt 1961 sieben Marschflugkörperstarts. Bis 1964 folgten weitere Fahrten in den Pazifik, in diesem Jahr wurde die Regulus jedoch außer Dienst gestellt, womit auch die Halibut ihre Hauptaufgabe verloren hatte.
Ende 1964 wurde die Halibut mit acht anderen U-Booten zur Evaluierung der neuen Jagd-U-Boote der Thresher-Klasse eingesetzt. Anfang 1965 wurde das Boot schließlich in der Pearl Harbor Naval Shipyard umgebaut, damit einher ging auch die Umklassifizierung zu SSN-587. Als Jagd-U-Boot nahm sie nach dem Umbau an der U-Jagd im Pazifik teil. Unter John P. Craven wurde das Boot offiziell auch für „hydrographische Forschungen“ ausgerüstet, wofür der ehemalige Regulus-Hangar zu einer „Batcave“ genannten Räumlichkeit umgebaut wurde, aus der unter anderem nachrichtendienstliches Equipment gesteuert wurde. Die Halibut war also vor allem für verdeckte Operationen ausgerüstet worden. 1968 unterstützte sie so das Azorian-Projekt der CIA, indem sie den genauen Standort der gesunkenen sowjetischen K-129 feststellte. 1971 wurde die Halibut dann eingesetzt, um heimlich ein sowjetisches, unter Wasser verlegtes Kommunikationskabel anzuzapfen, das im Ochotskischen Meer verlegt war (Operation Ivy Bells).
1976 wurde die Halibut außer Dienst gestellt und verblieb in der Reserveflotte. Zum 30. April 1986 wurde das U-Boot aus dem Naval Vessel Register gestrichen und schließlich im Ship-Submarine Recycling Program in der Puget Sound Naval Shipyard abgebrochen.